# Květa Peschke
Květoslava (forkortet Květa) Peschke (født 9. juli 1975 i Bílovec, Tjekkoslovakiet) er en kvindelig professionel tennisspiller fra Tjekkiet.
Peschke spillede i to grand slam-finaler i double. Hun var tabende finalist i doublefinalen ved French Open 2010, mens hun vandt Wimbledon-mesterskabet i 2011 sammen med Katarina Srebotnik. Wimbledon-triumfen medførte, at hun sammen med Srebotnik den 4. juli 2011 avancerede til førstepladsen på WTA's verdensrangliste i double, hvor de beholdt den delte placering som verdens bedste i double i 10 uger indtil 11. september 2011.
Hendes bedste placering på verdensranglisten i single var en 26.-plads, som hun opnåede den 7. november 2005.
Květa Peschke spillede sin sidste WTA-turnering som 46-årig ved Charleston Open 2022, hvor hun med Tereza Mihalíková som makker tabte i første runde til Anna Danilina og Aljaksandra Sasnovitj med 3-6, 3-6, inden hun forventede at afslutte sin karriere ved Wimbledon-mesterskaberne 2022.